# Jean Damascène Bimenyimana
Jean Damascène Bimenyimana (ur. 22 czerwca 1953 w Shangi, zm. 11 marca 2018) – rwandyjski duchowny katolicki, biskup Cyangugu w latach 1997–2018.

## Życiorys
Święcenia kapłańskie otrzymał 6 lipca 1980.
2 stycznia 1997 papież Jan Paweł II mianował go ordynariuszem diecezji Cyangugu. Sakry udzielił mu 16 marca 1997 biskup Wenceslas Kalibushi.